# Lakshadweep
Lakshadweep (Malayalam ലക്ഷദ്വീപ് Lakṣadvīp) ist ein indisches Unionsterritorium, das von der indischen Zentralregierung verwaltet wird.
Es umfasst die beiden Inselgruppen der Lakkadiven und Amindiven sowie die Insel Minicoy südwestlich des indischen Subkontinents im Arabischen Meer. Seine Hauptstadt ist Kavaratti. Lakshadweep umfasst 12 Atolle und drei Riffe mit insgesamt 27 Inseln und einer Fläche von 32 km².
Der Name Lakshadweep wird häufig mit „hunderttausend Inseln“ übersetzt, tatsächlich ist der Ursprung des Namens aber umstritten.

## Geographie

Karte von Lakshadweep

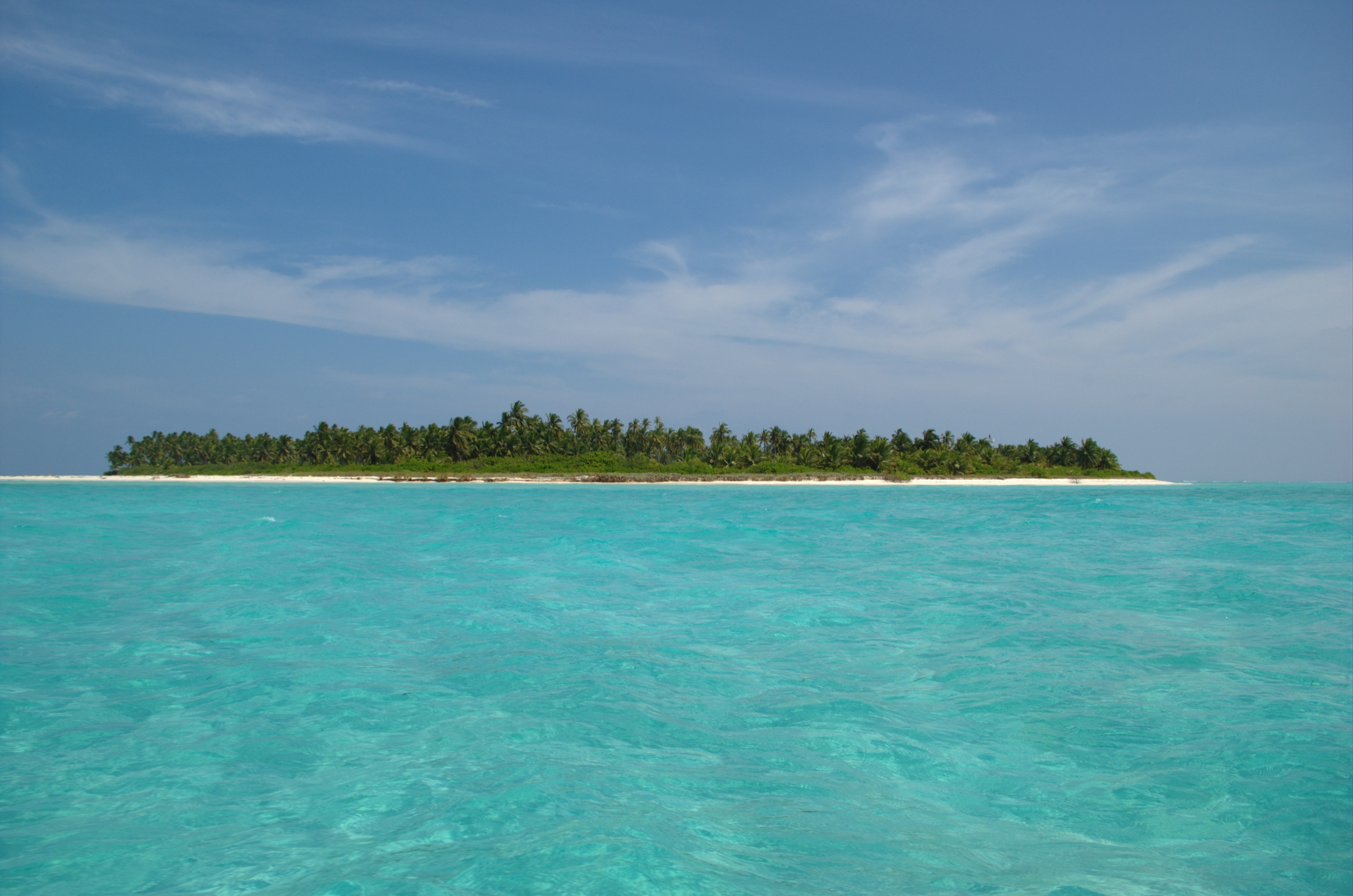
Eine der unbewohnten Inseln Lakshadweeps

### Geographische Lage
Die Inseln liegen nördlich der Malediven zwischen 10° und 12° 20' nördlicher Breite und 71° 40' und 74° östlicher Länge. Sie sind zwischen 200 und 300 km von der Küste Keralas entfernt. Die südlichste Insel, Minicoy, liegt etwas abseits und wird durch den Neun-Grad-Kanal von den anderen Inseln getrennt. Der Archipel besteht aus Atollen – häufig ringförmig geformt –, damit verbundenen Korallenriffen und Sand-Inseln, die alle auf dem Chagos-Lakkadiven-Rücken liegen. Die meisten Inseln erheben sich nur knapp über den Meeresspiegel und die höchste Erhebung beträgt nur 5 Meter.

### Bewohnte Inseln
Die 10 bewohnten Inseln sind Andrott (4,84 km²), Minicoy (4,39 km²), Kavaratti (4,22 km²), Agatti (3,84 km²), Kadmat (3,12 km²), Kalpeni (2,79 km²), Amini (2,59 km²), Kiltan (1,63 km²), Chetlat (1,14 km²) und Bitra (0,11 km²).

### Unbewohnte Inseln
Offiziell werden 17 unbewohnte Inseln mit einer Gesamtfläche von 2,23 km² gezählt.
| Nr.    | Name                | Fläche (km²)   |
| ------ | ------------------- | -------------- |
| 1      | Viringli            | 0,02           |
| 2      | Cheriyam            | 0,46           |
| 3      | Kodithala           | 0,00 (0,27 ha) |
| 4      | Tilakkam (i)        | 0,02           |
| 5      | Tilakkam (ii)       | 0,02           |
| 6      | Tilakkam (iii)      | 0,02           |
| 7      | Pitti (i)           | 0,02           |
| 8      | Pitti (ii)          | 0,01           |
| 9      | Tinnakara           | 0,42           |
| 10     | Parali (i)          | 0,02           |
| 11     | Parali (ii)         | 0,02           |
| 12     | Parali (iii)        | 0,01           |
| 13     | Kalpitti            | 0,07           |
| 14     | Suheli Valiyakara   | 0,29           |
| 15     | Suheli Cheriyakara  | 0,28           |
| 16     | Pitti (Bird Island) | 0,01           |
| 17     | Bangaram            | 0,58           |
| Gesamt | Gesamt              | 2,23           |

### Klima

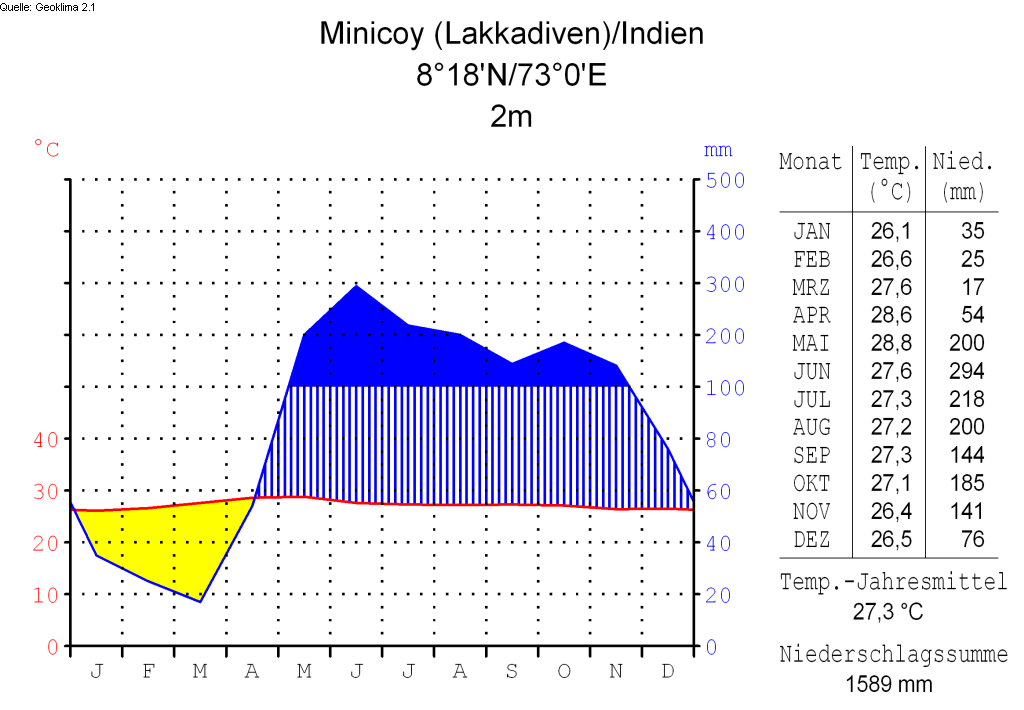
Klimadiagramm von Minicoy

Das feuchtwarme, tropische Klima wird wesentlich vom Monsun beeinflusst. Der Nordost-Monsun dauert von Dezember bis März und die Regensaison mit dem Südwest-Monsun von Mai bis November. Rund 90 Prozent der jährlichen Gesamtniederschlagsmenge, die je nach Ort zwischen 1500 und 2000 mm beträgt, fallen zwischen Mai und November. Alle anderen Monate sind arid.
Die durchschnittliche Jahrestemperatur liegt je nach Ort zwischen 27,3 und 27,9 Grad Celsius, wobei im Jahresverlauf nur geringfügige Schwankungen auftreten. Die heißen Temperaturen werden durch Seewinde gemildert.
Der Monsun führt gelegentlich zu Hochwasser, das die Inseln teilweise überschwemmt. In unregelmäßigen Abständen sind die Inseln auch von tropischen Stürmen betroffen, so z. B. vom Zyklon Thane im Dezember 2011. Seit 1881 besteht auf Lakshadweep eine Wetterbeobachtungsstation und seit dem 31. Januar 2008 eine seismologische Station, die unter anderem der Früherkennung von Seebeben und Tsunamis dienen soll.
Der flache Inselarchipel ist durch den steigenden Meeresspiegel infolge des Klimawandels bedroht.
|                       | Jan  | Feb  | Mär  | Apr  | Mai   | Jun   | Jul   | Aug   | Sep   | Okt   | Nov   | Dez  |   |         |
| Mittl. Tagesmax. (°C) | 31,8 | 32,3 | 32,9 | 33,5 | 33,3  | 31,2  | 30,4  | 30,4  | 30,4  | 31,2  | 31,5  | 31,7 | ⌀ | 31,7    |
| Mittl. Tagesmin. (°C) | 24,1 | 24,4 | 25,7 | 26,7 | 26,8  | 25,7  | 25,4  | 25,4  | 25,1  | 25,1  | 24,8  | 24,5 | ⌀ | 25,3    |
|                       |      |      |      |      |       |       |       |       |       |       |       |      |   |         |
| Niederschlag (mm)     | 19,9 | 14,7 | 11,8 | 30,5 | 179,1 | 326,5 | 284,6 | 211,7 | 160,1 | 157,9 | 117,2 | 55,2 | Σ | 1.569,2 |

| 24,1 |

| 24,4 |

| 25,7 |

| 26,7 |

| 26,8 |

| 25,7 |

| 25,4 |

| 25,4 |

| 25,1 |

| 25,1 |

| 24,8 |

| 24,5 |

| 24,1 |

| 24,4 |

| 25,7 |

| 26,7 |

| 26,8 |

| 25,7 |

| 25,4 |

| 25,4 |

| 25,1 |

| 25,1 |

| 24,8 |

| 24,5 |

## Flora und Fauna

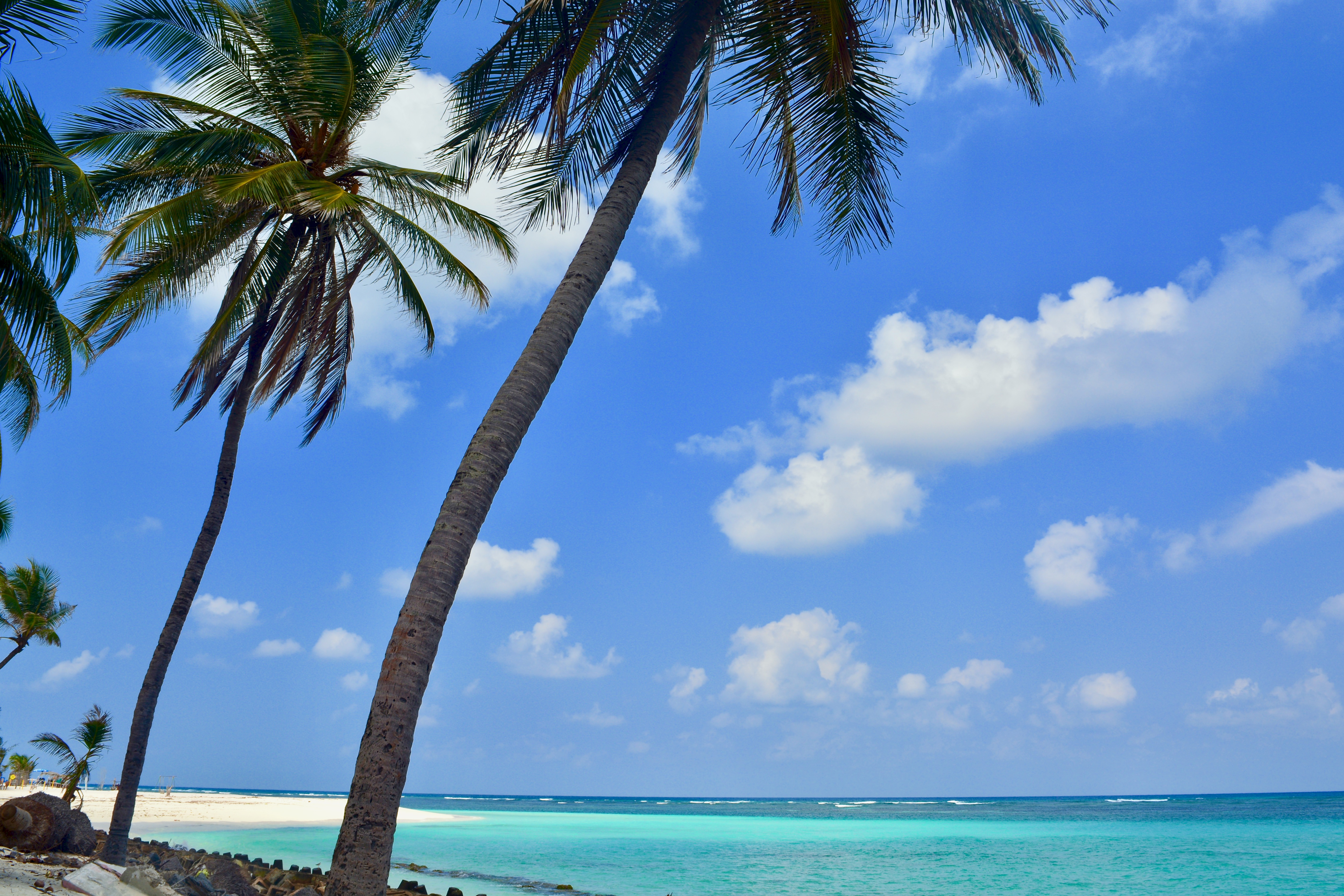
Palmen auf Agatti

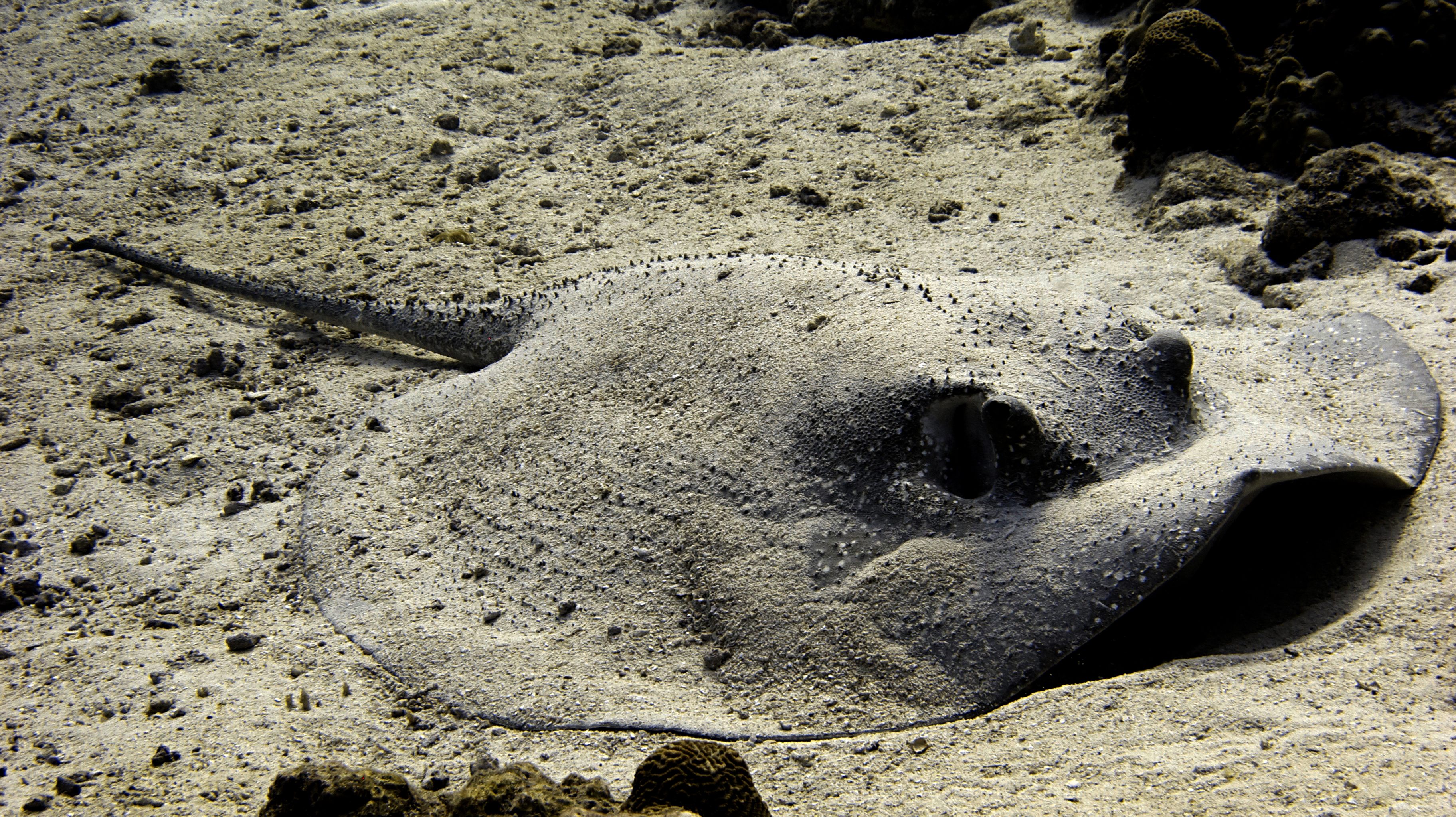
Schwarzpunktrochen (Taeniurops meyeni) vor Lakshadweep

Der Inselarchipel von Lakshadweep wird in der Einstufung durch den World Wildlife Fund (WWF) mit den nahegelegenen Malediven und dem Chagos-Archipel zu einer Ökoregion zusammengefasst. Zusammengenommen bilden diese Inseln und Atolle das größte Atoll- und Korallenriffsystem der Welt.
Die natürliche, ursprüngliche Vegetation auf den Inseln ist der tropische Regenwald und auf den nährstoffarmen Inseln salz- und trockenheitsresistentes Buschwerk und Sauergrasgewächse (Cyperaceae). Von dieser ursprünglichen Vegetation ist in Lakshadweep kaum etwas verblieben. Nach Satellitenaufnahmen zwischen Dezember 2006 und März 2007 waren damals 26,48 km² (82,75 % der Gesamtfläche) mit Bäumen bewachsen. Dabei handelte es sich ganz überwiegend um Kokospalmen.
Viele Spezies wurden auf die Inseln eingeführt und sind mittlerweile dort heimisch. Flora und Fauna weisen keine nennenswerten endemischen Spezies auf und die Vegetation wird als typisch für indopazifische Koralleninseln charakterisiert. Die einzigen Säugetiere, die auf den Inseln heimisch sind (abgesehen von eingeführten Spezies) sind zwei Flughund-Spezies, der Indische Riesenflughund (Pteropus medius) und eine Unterart des Insel-Flughunds (Pteropus hypomelanus maris). Weil diese an Obstbäumen (z. B. Mango- und Guavenbäumen) Schaden anrichten, werden sie von den Inselbewohnern zum Teil bekämpft und sind von der Ausrottung bedroht. Die Inseln sind von erheblicher Bedeutung als Lebensstätte für Vögel. Von besonderer Bedeutung sind eine Unterart des Paddyreihers (Ardeola grayii phillipsi), die Feenseeschwalbe (Gygis alba monte), der Arielfregattvogel (Fregata ariel iredalei), die Schwarznacken-Seeschwalbe (Sterna sumatrana), die Zügelseeschwalbe (Onychoprion anaethetus) und die Eilseeschwalbe (Thalasseus bergii). An Reptilien kommen im Malediven-Chagos-Lakshadweep-Archipel zwei Halbfinger-Geckoss (Hemidactylus spp.), zwei Agamen (darunter die Blutsaugeragame Calotes versicolor), eine Skink-Art (Riopa albopunctata), eine Unterart der Wolfszahnnattern (Lycodon aulicus), die Blumentopfschlange  (Indotyphlops braminus), eine Froschart (Sphaerotheca rolandae) und die Schwarznarbenkröte (Duttaphrynus melanostictus) vor. Dabei ist allerdings nach Quellenlage unklar, auf welchen der Inseln des gesamten Archipels diese Arten zu finden sind.
Der WWF hat das Ökosystem des gesamten Malediven-Chagos-Lakshadweep-Archipels als „kritisch bedroht“ eingestuft. Der Grund hierfür ist die Zurückdrängung der einheimischen Flora und Fauna durch eingeführte Spezies (Haustiere, Nutztiere, Ratten, Mäuse; Nutzpflanzen wie Kokospalmen,  Süßkartoffel, Yams, Taro, Hirse, Obstanbau).

## Bevölkerung
| Einwohner und Bevölkerungsdichte 2011 | Einwohner und Bevölkerungsdichte 2011 | Einwohner und Bevölkerungsdichte 2011 | Einwohner und Bevölkerungsdichte 2011 |
| Insel                                 | Fläche (km²)                          | Einwohner                             | Einwohner- dichte (/km²)              |
| ------------------------------------- | ------------------------------------- | ------------------------------------- | ------------------------------------- |
| Minicoy                               | 04,80                                 | 10.447                                | 2.176                                 |
| Kalpeni                               | 02,79                                 | 04.419                                | 1.584                                 |
| Andrott                               | 04,90                                 | 11.191                                | 2.284                                 |
| Agatti                                | 03,84                                 | 07.566                                | 1.970                                 |
| Kavaratti                             | 04,22                                 | 11.221                                | 2.659                                 |
| Amini                                 | 02,60                                 | 07.661                                | 2.947                                 |
| Kadmat                                | 03,20                                 | 05.404                                | 1.689                                 |
| Kiltan                                | 02,20                                 | 03.946                                | 1.794                                 |
| Chetlat                               | 01,40                                 | 02.347                                | 1.676                                 |
| Bitra                                 | 00,10                                 | 00.271                                | 2.710                                 |
| Gesamt                                | 30,05                                 | 64.473                                | 2.146                                 |

Nach der Volkszählung 2011 lebten auf den zehn bewohnten Inseln Lakshadweeps 64.473 Menschen. Damit war Lakshadweep mit Abstand das kleinste Unionsterritorium Indiens. Die Bevölkerungsdichte war mit 2.013 Einwohnern pro Quadratkilometer aber sehr hoch. Andrott, Kavaratti und Minicoy hatten jeweils mehr als 10.000 Einwohner.

### Sprachen
Die Hauptsprache Lakshadweeps ist das Malayalam. Diese dravidische Sprache ist ansonsten im Bundesstaat Kerala auf dem Festland verbreitet. Auf der Insel Minicoy wird dagegen Mahl gesprochen, ein Dialekt des auf den Malediven verbreiteten Dhivehi, das eng mit dem Singhalesischen verwandt ist und zu den indoarischen Sprachen gehört.
Laut der indischen Volkszählung 2011 sprechen 84 Prozent der Einwohner Lakshadweeps Malayalam als Muttersprache. Da bei der Volkszählung Sprachen mit unter 10.000 Sprechern nicht berücksichtigt werden, werden die Dhivehi-Sprecher nicht gesondert aufgeführt. Allerdings sprechen laut der Volkszählung rund 9.300 Menschen auf Lakshadweep (14 Prozent der Gesamtbevölkerung) unidentifizierte „übrige Sprachen“. Faktisch dürfte es sich dabei um Sprecher des Dhivehi handeln.
| Sprachen in Lakshadweep (2011) | Sprachen in Lakshadweep (2011) | Sprachen in Lakshadweep (2011) |
| Sprache                        | Sprecher                       | Anteil                         |
| ------------------------------ | ------------------------------ | ------------------------------ |
| Malayalam                      | 54.264                         | 84,2 %                         |
| Unidentifiziert                | 9.311                          | 14,4 %                         |
| Sonstige                       | 898                            | 1,4 %                          |
| Summe                          | 64.473                         | 100 %                          |

### Bildung
87,52 Prozent der Einwohner können lesen und schreiben, eine für Indien vorbildliche Alphabetisierungsrate. Jede bewohnte Insel verfügt über mindestens eine Grundschule und, mit Ausnahme der kleinsten Insel Bitra, auch über eine weiterführende Schule.

### Religionen
| Religionen in Lakshadweep (2011) | Religionen in Lakshadweep (2011) | Religionen in Lakshadweep (2011) |
| Religion                         | Angehörige                       | Anteil                           |
| -------------------------------- | -------------------------------- | -------------------------------- |
| Islam                            | 62.268                           | 96,6 %                           |
| Hinduismus                       | 1.788                            | 2,8 %                            |
| Sonstige                         | 417                              | 0,6 %                            |
| Summe                            | 64.473                           | 100 %                            |

Nach der Volkszählung 2011 sind fast 97 Prozent der Inselbevölkerung Anhänger des Islam. Sie gehören mehrheitlich der schāfiʿitischen Schule an. Die Muslime sind überwiegend konservativ, dennoch sind volksislamische Glaubensvorstellungen aus dem Sufismus weit verbreitet. Die beiden größten Sufi-Bruderschaften (Tarīqas) sind die Qādirīya und die Rifāʿīya. Deren Führer werden Tangal genannt, sie genießen ein hohes Ansehen in der Bevölkerung. Die Rituale (Dhikr) der Rifāʿī sollen auf Scheich Mohammed Kasim Tangal († 1140) zurückgehen. Als Erbe der hinduistischen Vergangenheit hat sich unter den Muslimen Lakshadweeps bis in die Neuzeit eine Art Kastensystem erhalten. Die wichtigsten Kasten sind die Koya, eine hochgestellte Kaste, traditionell landbesitzend und zur See fahrend, und die niedriggestellten Melacceri, die Bedienstete der ersteren und mit dem Ernten von Kokosnüssen, der Palmweinherstellung und niederen Tätigkeiten beschäftigt waren. Daneben gibt es kleine Minderheiten von Wahhabiten auf Kavaratti und Agatti sowie von Anhängern der Ahmadiyya-Bewegung auf Kalpeni.
Hindus machen knapp drei Prozent der Bevölkerung aus, Christen und übrige rund ein halbes Prozent.

### Kultur
Die Kultur ist durch den Islam dominiert, der auf Lakshadweep jedoch einige Besonderheiten aufweist. Die indigene Bevölkerung zählt amtlich zu den sogenannten Scheduled Tribes, den „gelisteten Stammesbevölkerungen“, denen in Indien besondere Minderheitenrechte eingeräumt werden.
Als die Inseln von Einwanderern besiedelt wurden, die ab dem 2. Jahrhundert v. Chr. von der Küste des indischen Kerala übersetzten, brachten sie eine Lebensweise mit, die geprägt war durch matrilineare Abstammung (Mütterlinien). Ihre Islamisierung begann im 14. Jahrhundert durch späte Einwanderung von Muslimen aus Kerala, vermuten einige Forscher, während andere eine bereits früher einsetzende islamische Beeinflussung durch anlegende Segelschiffe südarabischer Händler annehmen. Später fassten die britischen Kolonialherren (ab 1799) die matrilineare Abstammung der Großfamilien in Gesetze, die sie festschrieben gegenüber der islamischen Bevorzugung von Patrilinearität.
Die landbesitzenden Lineages (einlinigen Abstammungsgruppen) der indigenen Inselbewohner bezeichnen sich als tharavadu, wie sie sich auch bei den matrilinearen muslimischen Mappila oder Moplah in Kerala finden (vergleiche den Moplah-Aufstand 1921/22). Bei den tharavadu wird die Familienangehörigkeit nur über die Linie der Mutter bestimmt, während der (gemeinschaftliche) Landbesitz nur an Töchter vererbt wird; das Gemeinschaftsland wird dabei als „Land der Ahnen“ verstanden. Geleitet wird die Lineage von der Ältesten (karnoti), die sich als Nachfahrin einer grundlegenden Stammmutter versteht (vergleiche Ahnenverehrung). Geführt und verwaltet wird die Abstammungsgruppe von ihrem (mutterseitigen) Onkel, ihrem ältesten Bruder oder ihrem ältesten Sohn als Familienvorsteher (karanavar). Beide stimmen sich in ihren Entscheidungen ab und regeln die Landnutzung des Familienverbandes. Traditionell fühlt sich der (älteste) Bruder einer Mutter verantwortlich für die Kinder seiner Schwester (seine Neffen und Nichten), er übernimmt für sie die soziale Vaterschaft (vergleiche Avunkulat und Oheim).

## Geschichte
Es wird landläufig behauptet, dass sich der Name Lakshadweep vom Zahlwort laksha (vgl. lakh) ableitet, was „hunderttausend“ bedeutet, im Zusammenhang mit dieser Inselgruppe aber sicher übertrieben scheint. Tatsächlich ist der Ursprung des Namens nicht eindeutig geklärt.

### Frühgeschichte
Da aus der frühen Geschichte Lakshadweeps keine schriftlichen Zeugnisse vorliegen, ist der genaue Zeitpunkt der Besiedlung bis heute ungeklärt. Einer Legende zufolge soll der von der Malabarküste stammende Herrscher Cheraman Perumal zum Islam übergetreten, zu einer Pilgerreise nach Mekka aufgebrochen, aber nie zurückgekehrt sein. Verwandte machten sich auf die Suche nach ihm, erlitten aber auf den Lakkadiven Schiffbruch. Anschließend kehrten sie an die Malabarküste zurück, um von ihrer Entdeckung zu berichten, woraufhin sie das Recht erhielten, die Inseln zu besiedeln. Historisch gesichert ist diese Legende jedoch nicht, zumal Cheraman Perumal möglicherweise schon lange vor der Entstehung des Islam gelebt haben könnte.
Erste Erwähnungen einiger Inseln, die Lakshadweep zuzuordnen sind, finden sich zwar bereits in dem auf Altgriechisch verfassten Periplus Maris Erythraei aus dem 1. Jahrhundert n. Chr. sowie in Schriften des ägyptischen Geographen Ptolemäus aus dem darauffolgenden Jahrhundert, doch geben die keinerlei Auskunft darüber, ob die Inseln zu dieser Zeit bereits bewohnt waren. Indirekte Hinweise auf die Besiedlung gibt erstmals eine alttamilische Inschrift, aus der hervorgeht, dass der Pallava-König Narasimha Varman II. (680–720) die Inseln eroberte. Zu diesem Zeitpunkt müssen dort also bereits Menschen gelebt haben. Als wahrscheinlichster Besiedlungszeitraum gilt heute das 6. Jahrhundert.
Auch der choresmische Gelehrte al-Bīrūnī erwähnte die Inseln um das Jahr 1030 in einem seiner Werke. Mittelalterliche arabische Quellen berichten, dass die Einwohner Kokosnüsse an arabische Seefahrer verkauften und dass die Inselgruppe regelmäßig von Händlern von der indischen Westküste besucht wurde.

### Islamisierung
Der Überlieferung nach wurden die hinduistischen Bewohner der Inseln zwischen 663 und 666 durch den arabischen Missionar Ubaid Allah, einen Enkel des Kalifen Abū Bakr, der hier Schiffbruch erlitten haben soll, islamisiert. Belegt ist das zwar nicht, jedoch erscheint die Bekehrung der Einheimischen durch Araber wahrscheinlich, da arabische Seefahrer auf dem Weg nach Indien gelegentlich dort Station machten. Als sicher kann gelten, dass sich der Islam auf der Insel Minicoy erst um 1200 durchsetzte, da diese Insel stark unter maledivischem Einfluss stand. Der maledivische König war im Jahre 1153 zum Islam übergetreten. Als Ibn Battuta 1346 auf Minicoy anlegte, stellte er fest, dass alle Einwohner fromme Muslime waren. Allerdings blieben die Inseln auch nach der Islamisierung in der Hand der hinduistischen Rajas von Chirakkal, die schon seit dem 12. Jahrhundert die Oberherrschaft innehatten.

### Ankunft der Portugiesen
Im frühen 16. Jahrhundert kamen die Portugiesen nach Lakshadweep, deren Bevölkerung unter den neuen Herrschern arg zu leiden hatte. Einheimische Boote wurden geplündert, um an die für den Schiffbau begehrten Kokosfasern, schon damals das Haupterzeugnis der Inseln, zu gelangen. Viele Einwohner kamen bei Feindseligkeiten mit den Portugiesen, die kurzzeitig sogar eine Festung auf Amini besaßen, ums Leben. Sie unterstützten stattdessen den muslimischen Raja von Kannur, der sich nach der Vertreibung der Portugiesen seinen Machtanspruch sichern konnte.

### Rajas von Kannur
Die muslimische Dynastie der Ali Rajas (Ali Raja ‚edler Herrscher‘, auch Adi Raja ‚erster Herrscher‘, oder Azhi Raja ‚Herrscher des Meeres‘) von Kannur (anglisiert: Cannonore) übten seit dem 11./12. Jahrhundert Herrschaftsfunktionen auf dem Inselarchipel aus. Sie waren zunächst Vasallen der Kolathiris, der Herrscherdynastie des Fürstentums Chirakkal auf dem Festland, und diesem tributpflichtig. Praktisch agierten sie jedoch relativ unabhängig und unterhielten ausgedehnte Handelsbeziehungen mit der islamischen Welt (Arabien, Persien). Die Dynastie behielt einige vorislamische Brauchtümer bei. Beispielsweise folgte die Erbfolge einer matrilinearen Linie und der älteste Abkömmling erbte den Herrschertitel, unabhängig vom Geschlecht, so dass auch Frauen regierten (mit dem weiblichen Titel Beebi oder Beevi). Bräuche, wie eine ständig brennende, zur See hin ausgerichtete Flamme im Palast (bhadra deepam) und andere südindische Hindu-Traditionen wurden weitergeführt. Die Rajas von Kannur verwalteten die Inseln zunächst mit Hilfe der örtlichen Inseloberhäupter, setzten später aber eigene Statthalter ein. Im Siebenjährigen Krieg schloss der Herrscher von Kannur am 27. März 1759 einen Bündnisvertrag mit der Britischen Ostindien-Kompanie, der ihn zur Stellung eines Truppenkontingents verpflichtete. Dies markierte den äußeren Beginn des britischen Einflusses auf den Inseln. Zur Deckung der Ausgaben wurden 1764/65 Kokosfasern mit einer Ausfuhrsteuer belegt. Als Haidar Ali 1766 eine Invasion der Malabarküste einleitete, verbündeten sich die Ali Rajas mit ihm gegen die Kolathiris. Der siegreiche Haidar Ali belohnte die Ali Rajas mit Herrschaftsrechten auf dem Festland. Im Zweiten Mysore-Krieg von Tipu Sultan standen die Ali Rajas auf der Seite Mysores. Am 13. Dezember 1783 besetzten und plünderten die Briten den Palast der Rajas und nahmen die Beebi als Kriegsgefangene. In einem Vertrag, datiert vom 8. Januar 1784 wurde sie wieder in ihre Rechte auf den Inseln eingesetzt und verpflichtete sich zur Zahlung einer Kriegsentschädigung an die Ostindien-Kompanie. Der Vertrag von Mangalore vom 11. März 1784 erhöhte die zu zahlende Entschädigung noch deutlich, wogegen die Beebi vergeblich protestierte. Infolge der Zahlungsverpflichtungen erhöhten die Ali Rajas die Steuern, unter anderem auch für auf vom Festland eingeführten Reis. Infolgedessen kam es 1783 auf Amini zu einem Aufstand gegen die an der entfernten Malabarküste residierende Obrigkeit. Einige Einwohner der Insel machten sich auf den Weg nach Mangalore, um Tipu Sultan, den Herrscher von Mysore, darum zu bitten, die Verwaltung Aminis und der umliegenden Amindiven-Inseln zu übernehmen. Diesem Wunsch entsprach Tipu Sultan, ungeachtet der bisherigen Freundschaft mit den Ali Rajas. Die restlichen Inseln verblieben jedoch unter der Kontrolle Kannurs und die Beebi erhielt eine Entschädigungszahlung. Im Dritten Mysore-Krieg verbündete sich die Beebi wieder mit den Briten. In einem Vertrag am 11. April 1793 musste sie sich erneut zu hohen Zahlungen verpflichten. Der verhältnismäßige Wohlstand Kannurs wurde durch die Kompanie regelrecht ausgepresst.

### Britische Kolonialherrschaft
Nach der Niederlage Mysores gegen die Briten im Jahre 1799 annektierte die Britische Ostindien-Kompanie alle vormals unter der Herrschaft Mysores stehenden Inseln. 1847 wurde Andrott von einem verheerenden Wirbelsturm verwüstet, woraufhin sich der Raja von Kannur in Begleitung eines britischen Beamten dorthin begab, um die Schäden zu sichten und der Bevölkerung seine Unterstützung zuzusichern. Zur Behebung der gewaltigen Schäden vergaben die Briten ein Darlehen an den Raja, der allerdings nicht imstande war, die hohen Zinsen zu zahlen. Als Entschädigung übergab er 1861 für fünf Jahre alle noch in seinem Machtbereich befindlichen Inseln den Briten. Im Jahr 1875 wiederholte sich dies und die Inseln verblieben bis 1908 unter britischer Verwaltung. Im Jahr 1908 verzichtete die Beebi Imbichi endgültig auf ihre Rechte über die Inseln. Sie erhielt eine jährliche Pension (Malikhan) und behielt ihren fürstlichen Titel Adi Raja Queen Bulia of Cannanore and sovereign of the Laccadive, der jedoch mit keinerlei tatsächlichen Herrschaftsrechten mehr verbunden war. Der entsprechende Vertrag wurde durch die Kolonialregierung Britisch-Indiens im Februar 1909 ratifiziert.
Bis zur Unabhängigkeit Indiens 1947 verblieb der Inselarchipel unter der Verwaltung der Präsidentschaft Madras. Die Lakkadiven und Minicoy gehörten zum Distrikt Malabar, die Amindiven zum Distrikt South Kanara (Dakshina Kannada).

### Nach der Unabhängigkeit
Nach der Unabhängigkeit blieb die Inselgruppe zunächst Bestandteil des Bundesstaats Madras. 1956 wurde im Zuge der allgemeinen Neuordnung der Bundesstaaten (States Reorganisation Act) das Unionsterritorium „Lakkadiven, Amindiven und Minicoy“ eingerichtet, das seit 1973 den Namen Lakshadweep trägt. Die Verwaltung zog 1964 von Kozhikode nach Kavaratti um, gleichwohl werden die wichtigsten politischen Entscheidungen von der indischen Zentralregierung in Neu-Delhi getroffen.

## Wirtschaft und Infrastruktur

### Wirtschaft
Die Bevölkerung lebt vor allem vom Fischfang, dem Anbau von Kokospalmen, und der zumeist handwerklichen Verarbeitung von Kokosfasern. Kokospalmen, die etwa 85 Prozent der Oberfläche der bewohnten Eilande bedecken, sind die einzigen wirtschaftlich bedeutsamen Nutzpflanzen, die auf den Inseln in großer Zahl gedeihen.
Die einzigen Industriebetriebe sind die sieben Fabriken, in denen Kokosfasern u. a. zu Kokosmatten verarbeitet werden, sowie eine Thunfischkonservenfabrik auf Minicoy.
Obwohl Lakshadweep ähnlich wie die Malediven ein Traumziel für Urlauber, besonders Taucher, sein könnte, ist der Fremdenverkehr nur von untergeordneter Bedeutung. Ausländer dürfen die Inseln ausschließlich mit einer Sondererlaubnis betreten, wobei die indische Regierung die Zahl der Einreisegenehmigungen bewusst niedrig hält. Lediglich die eigentlich unbewohnte Insel Bangaram ist für ausländische Touristen geöffnet. Dort gibt es eine Ferienanlage. Dies ist auch der einzige Ort in Lakshadweep, in dem Alkohol konsumiert werden darf. Auf den übrigen Inseln gilt die Prohibition, d. h. ein vollständiges Verbot des Konsums und Verkaufs von Alkohol.
Die Indian Naval Station Dweeprakshak (INS Dweeprakshak, zu Deutsch „Beschützer der Insel“) ist die größte Militärbasis der Indischen Streitkräfte im Indischen Ozean.

### Infrastruktur

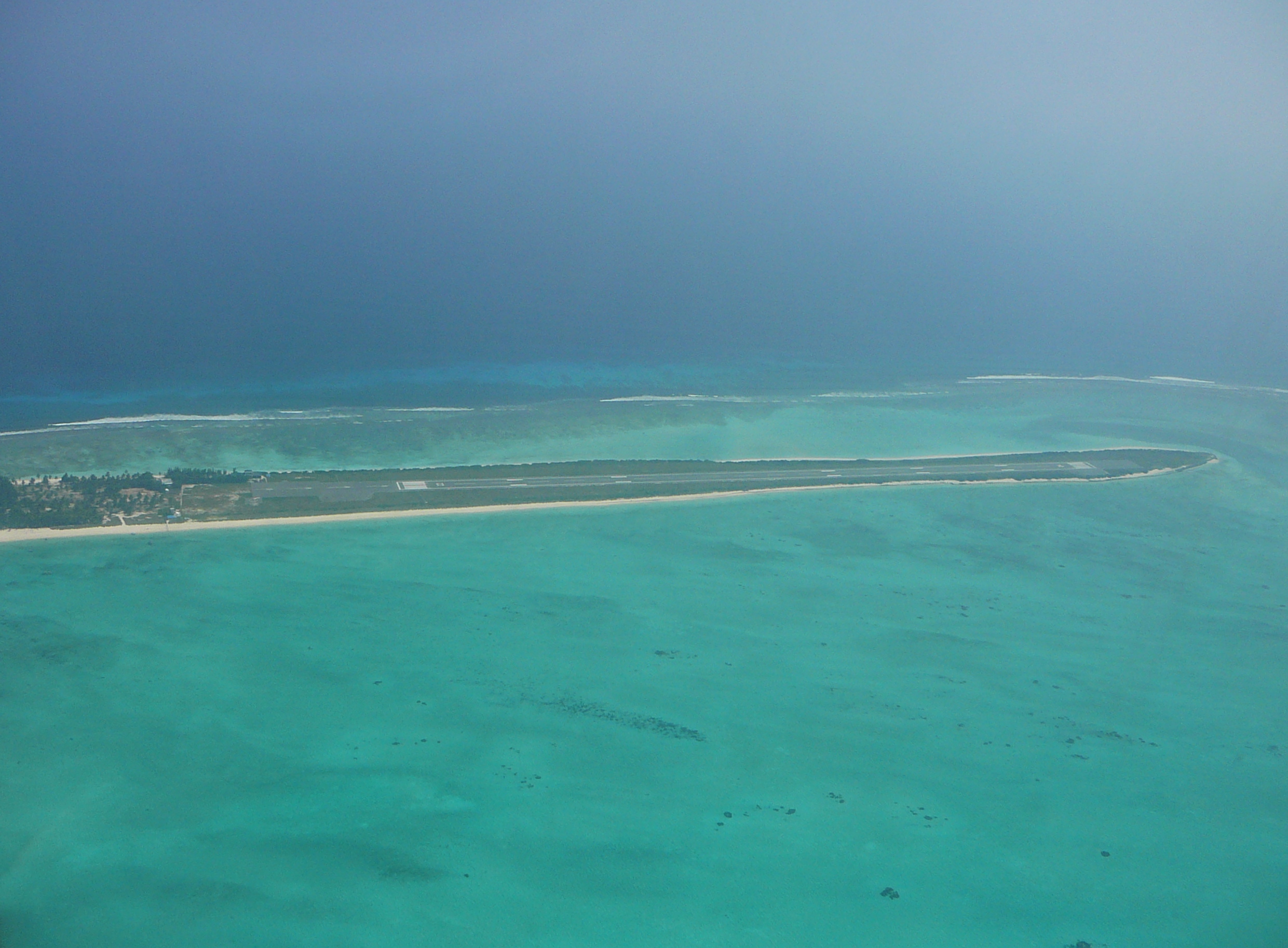
Flugfeld von Agatti

Bis 1959 verkehrten ausschließlich kleine Segelschiffe zwischen der Inselgruppe und dem Festland. Problematisch war die Anbindung ans Festland besonders während des Monsuns, da während dieser Zeit der Schiffsverkehr unterbrochen werden musste. Erst seit 1970 wird Lakshadweep auch zur Monsunzeit von größeren Passagier- und Transportschiffen angelaufen. Zwischen den einzelnen Inseln verkehren seit 1992 Katamaranfähren.
Es besteht eine regelmäßige Flugverbindung zwischen Kochi und Agatti. Für medizinische Notfälle u. ä. wurde 1987 ein Hubschrauberdienst eingerichtet, der die Inseln sowohl untereinander als auch mit dem Festland verbindet.
Der Straßenverkehr spielt auf Grund der winzigen Landfläche eine untergeordnete Rolle. Insgesamt verfügt Lakshadweep über mehr als 250 km Straßen und Radwege.

### Energieversorgung
| Jahr      | Diesel- generatoren | Solar- energie |
| --------- | ------------------- | -------------- |
| 2004–2005 | 9878                | 775            |
| 2005–2006 | 9924                | 850            |
| 2006–2007 | 9924                | 850            |
| 2007–2008 | 12174               | 850            |
| 2008–2009 | 14350               | 1050           |
| 2009–2010 | 16510               | 1050           |
| 2010–2011 | 16510               | 1050           |
| 2011–2012 | 17210               | 1100           |
| 2012–2013 | 18890               | 2150           |
| 2013–2014 | 21760               | 2200           |

Ein großes Problem stellt die Versorgung der Inseln mit Strom dar. Die Elektrifizierung der Inseln begann in den 1960er Jahren und mittlerweile sind 100 % der Privathaushalte an das Stromnetz angeschlossen. Der Großteil der Elektrizität wird bisher von zentralen Dieselgeneratoren erzeugt, deren Rohstoffbedarf nur durch aufwändige Importe vom Festland gedeckt werden kann. Im Jahr 2001 mussten jährlich etwa 7 Millionen Liter Dieselkraftstoff vom Festland vor allem über Kozhikode (Calicut) importiert werden. Aufgrund der unregelmäßigen Schiffsverbindungen müssen dafür große Dieselkraftstoffspeicher auf den Inseln vorgehalten werden, die genügend Kraftstoff für mehrere Monate enthalten. Der Umgang mit so großen Mengen bringt ein erhebliches Risiko für Umweltverschmutzungen und Störungen des fragilen Ökosystems mit sich. Aufgrund der hohen Temperaturen können Dieselgeneratoren nicht unter Volllast betrieben werden, was die Effizienz der Energiegewinnung daraus mindert.
Grundsätzlich hat Lakshadweep ein hohes Potential hinsichtlich Erneuerbarer Energien, insbesondere Sonnenenergie und Windenergie. Die durchschnittliche Sonneneinstrahlung in Lakshadweep beträgt 4932 kWh/m²/d. Dies entspricht etwa dem vier- bis fünffachen des Durchschnittswerts in Deutschland (900–1200 kWh/m²/d). Eine erste kleine Solar-Versuchsanlage wurde schon 1988 auf der Insel Bitra installiert und weitere Anlagen auf verschiedenen Inseln folgten in den kommenden Jahren. Als Nachteil von Sonnenenergieanlagen gilt ein verhältnismäßig hoher Flächenbedarf, was auf den dichtbesiedelten Inseln mit ihrem Kokospalmenbestand ein Problem ist. Die indische Regierung strebt die Ausstattung möglichst aller Häuser mit Solarmodulen bis zum Jahr 2022 an, so dass damit 10 MW an Energie erzeugt werden können.
Die durchschnittliche Windgeschwindigkeit auf Lakshadweep ist relativ gleichmäßig, liegt zwischen 3,1 und 8,5 m/s und ist am höchsten in den Monaten Juni bis August. Ein erster Versuch mit einer 15 Meter hohen Windturbine auf Kavaratti in den 1990er Jahren verlief enttäuschend. Das Hauptproblem waren fehlende technische Wartungsmöglichkeiten auf den abgelegenen Inseln. Alle Ersatzteile mussten über Hunderte Kilometer herangeschafft werden. Die aktuellen Planungen sehen die Installation von drei 250/220 kW-Windturbinen auf Kavaratti vor, deren Betrieb durch entsprechende Wartungsverträge gesichert werden soll.
Auf Kavaratti ist außerdem eine 250 kW Biogasanlage in Betrieb, die vor allem die reichlich anfallenden Abfälle der Kokospalmen nutzt.